# Suzuki GSX-R 1100
Suzuki GSX-R 1100 – japoński motocykl sportowy produkowany przez firmę Suzuki w latach 1986–1998.

## Dane techniczne/Osiągi
Silnik: R4
Pojemność silnika: 1127 cm³
Moc maksymalna: 155 KM/8700 obr./min
Maksymalny moment obrotowy: 112 Nm/7250 obr./min
Prędkość maksymalna: 297 km/h
Przyspieszenie 0–100 km/h: 2,9 s